# RK Borac Banja Luka
Rukometni Klub Borac (RK Borac Banja Luka) er en håndboldklub fra Banja Luka i Bosnien-Hercegovina, som blev grundlagt i 1950. Klubbens farver er rød og blå.
Klubben er den mest succesrige mandlige håndboldklub fra Bosnien-Hercegovina gennem tiden. Klubbens herrehold spillede konstant i den bedste jugoslaviske liga fra dens oprettelse i 1957 til Jugoslaviens opløsning i 1992 og vandt i denne periode det jugoslaviske mesterskab syv gange og pokalturneringen ti gange. Holdet repræsenterede derfor ofte Jugoslavien i Europa Cup-turneringerne, hvor holdet opnåede sin største triumf med sejren i Mesterholdenes Europa Cup i sæsonen 1975-76.
Efter Jugoslaviens opløsning spillede RK Borac i perioden 1993-2001 om mesterskabet i Republika Srpska, hvor holdet blev mestre fem gange. I 2001 oprettede Bosnien-Hercegovina en samlet liga for hele landet, men klubben er indtil videre ikke blevet bosniske mestre.
Klubbens kvindehold vandt for første gang mesterskabet for Bosnien-Hercegovina i 2006-07.

## Meritter

### Nationale turneringer
- Jugoslavisk mesterskab
  - Vinder: 1959, 1960, 1973, 1974, 1975, 1976, 1981

- Jugoslavisk pokalturnering
  - Vinder: 1957, 1958, 1961, 1969, 1972, 1973, 1974, 1975, 1979, 1992

- Republika Srpska-mesterskab (ikke anerkendt som nationalt mesterskab af EHF)
  - Vinder: 1994, 1995, 1996, 1997, 2000, ??? (i alt 8 gange)

- Republika Srpska-pokalturnering (ikke anerkendt som national pokalturnering af EHF)
  - Vinder: 1993, 1994, 1996, 1997, 1998, 1999, 2000, 2001

- Bosnisk-hercegovinsk mesterskab
  - Vinder: 2013, 2014, 2015, 2017
- Bosnisk-hercegovinsk pokalturnering
  - Vinder: 2007, 2011, 2013, 2014, 2015, 2018, 2019

### Europæiske turneringer
- Mesterholdenes Europa Cup
  - Vinder: 1975-76
  - Finalist: 1974-75

- EHF Cup
  - Vinder: 1990-91